# Lumsen (Malingsbo socken, Dalarna)
Lumsen är en sjö i Smedjebackens kommun i Dalarna och ingår i Norrströms huvudavrinningsområde. Sjön har en area på 0,0829 kvadratkilometer och ligger 175,7 meter över havet. Sjön avvattnas av vattendraget Hedströmmen.

## Delavrinningsområde
Lumsen ingår i det delavrinningsområde (665253-147596) som SMHI kallar för Inloppet i Övra Malingsbosjön. Medelhöjden är 251 meter över havet och ytan är 35,26 kvadratkilometer. Räknas de 8 avrinningsområdena uppströms in blir den ackumulerade arean 128,92 kvadratkilometer. Hedströmmen som avvattnar avrinningsområdet har biflödesordning 3, vilket innebär att vattnet flödar genom totalt 3 vattendrag innan det når havet efter 233 kilometer. Avrinningsområdet består mestadels av skog (85 procent). Avrinningsområdet har 1,12 kvadratkilometer vattenytor vilket ger det en sjöprocent på 3,2 procent.